# (20664) Senec
(20664) Senec est un objet de la ceinture principale extérieure de 15,156 km de diamètre découvert en 1999.

## Description
(20664) Senec a été découvert le 31 octobre 1999 à l'observatoire de Modra, dans la région de Bratislava, en Slovaquie, par Adrián Galád et Juraj Tóth.

### Caractéristiques orbitales
L'orbite de cet astéroïde est caractérisée par un demi-grand axe de 3,48 UA, un périhélie de 3,24 UA, une excentricité de 0,07 et une inclinaison de 10,29° par rapport à l'écliptique. Du fait de ces caractéristiques, à savoir un demi-grand axe entre 3,2 et 4,6 UA, il est classé, selon la JPL Small-Body Database, comme objet de la ceinture principale d'astéroïdes extérieure.

### Caractéristiques physiques
(20664) Senec a une magnitude absolue (H) de 12,7 et un albédo estimé à 0,077, ce qui permet de calculer un diamètre de 15,156 km. Ces résultats ont été obtenus grâce aux observations du Wide-field Infrared Survey Explorer (WISE), un télescope spatial américain mis en orbite en 2009 et observant l'ensemble du ciel dans l'infrarouge, et publiés en 2011 dans un article présentant les premiers résultats concernant les astéroïdes de la ceinture principale.